# Santa Cruz (Turrialba)
Santa Cruz es el cuarto distrito del cantón de Turrialba, en la provincia de Cartago, de Costa Rica.
Es la tierra del reconocido queso Turrialba, un tipo de queso suizo de sabor suave. Además, también es lugar de nacimiento del escritor y poeta costarricense Jorge Debravo y en este se localiza el Volcán Turrialba.

## Historia
Santa Cruz fue creado el 14 de febrero de 1920 por medio de Decreto 28. Segregado del cantón Alvarado.

## Ubicación
Limita al norte con los cantones limonenses de Pococí y Guácimo; al sur, con el distrito de Juan Viñas, del cantón de Jiménez, y con el distrito de Santa Rosa; al oeste, con el distrito de Capellades, perteneciente al cantón de Alvarado, y con el distrito de Santa Rosa, del cantón de Oreamuno; finalmente, al este colinda con el distrito Santa Teresita.

## Geografía
Santa Cruz cuenta con un área de 129,57 km² y una altitud media de 1475 m s. n. m.
El distrito de Santa Cruz se localiza en noroeste de la ciudad de Turrialba sobre las faldas del volcán del mismo nombre en una altitud que varía entre los 900 m s. n. m. en su punto más bajo y los 3328 m s. n. m. En sí el mismo distrito comprende el volcán y sus faldas norte y sur.

### Hidrografía
Los ríos corren hacia el norte, este y sur pero todos siempre en dirección al Caribe. Hacia el sur los ríos fluyen hacia el Valle de Turrialba, el río Turrialba reúne a todos sus afluentes entre ellos el Jesús María y Aquiares para luego desembocar en el Reventazón, hacia el este los ríos Guayabo, Lajas, Torito, Destierro y Bonilla desembocan en el Reventazón, hacia el norte se encuentran los ríos Dos Novillos y Parismina. Vale destacar la riqueza paisajística moldeada por la fuerza del agua, el volcán y sus cataratas entre ellas la del Río Turrialba, Aquiares y Guayabo.

## Clima
Posee una amplia variable climática debido a lo quebrado de su territorio y las diferencias altitudinales. Santa Cruz cuenta con un clima subtropical húmedo de temperaturas frescas casi todo el año, abundantes lluvias que superan los 3500 mm anuales y con una mayoría de días nubosos. En las partes más altas del volcán Turrialba las temperaturas pueden caer bajo cero grados Celsius en los meses más fríos reportando las más bajas en todo el centro y norte del país.

## Demografía
Para el año 2022, Santa Cruz cuenta con una población estimada de 4813 habitantes, y para el último censo efectuado, en 2011, Santa Cruz contaba con una población de 3208 habitantes.
Sus habitantes se encuentran distribuidos en una amplia zona rural dedicada a la ganadería lechera. Provienen de la colonización del Valle Central, como San José, Cartago, Oreamuno y Alvarado, además de la inmigración de españoles en el siglo XIX.

## Localidades
- Poblados: Bajos de Bonilla, Bolsón (parte), Bonilla, Buenos Aires, Calle Vargas, Carmen (parte), Esperanza, Guayabo Arriba, La Central, La Fuente, Pastora, Picada, Raicero, Reunión, San Antonio, San Diego, San Rafael, Torito (parte).

## Economía
Al localizarse en las faldas del volcán sus suelos son muy fértiles aptos para la ganadería lechera y la agricultura.
La mayor parte de la población depende de la ganadería lechera y la producción de queso Turrialba con su propia denominación de origen compartida con el distrito vecino de Santa Teresita. La agricultura también es una actividad importante, sus habitantes dependen de la ciudad de Turrialba y en menor medida de la ciudad de Cartago para sus necesidades de comercio o económicas.

## Transporte

### Carreteras
Al distrito lo atraviesan las siguientes rutas nacionales de carretera:
- Ruta nacional 230
- Ruta nacional 417